# Campionato italiano di hockey su ghiaccio femminile
Il campionato italiano femminile di hockey su ghiaccio è posto sotto l'egida della Federazione Italiana Sport del Ghiaccio ed è a lega unica: la Italian Hockey League Women (IHLW), che dal 2017 ha preso il posto della Serie A.

## Storia
L'hockey su ghiaccio femminile sconta ancor più di quello maschile la scarsa diffusione sul territorio italiano di questo sport, e la formula è variata più volte.
La prima partita al femminile di cui si ha notizia risale al 3 febbraio 1972 ad Alleghe, ma le prime forme di organizzazione risalgono alla metà degli anni '80 in Lombardia (in particolare a Como) e Veneto (diverse squadre nel bellunese, in particolare Agordo).
I primi campionati - solitamente regionali - non vengono giocati però sotto l'egida FISG, bensì sotto quella UISP. Solo nel 1990, per volontà dell'allora presidente Luciano Rimoldi, la federazione diede il via al primo campionato femminile ufficiale.
Il campionato ha avuto la sola Serie A con l'eccezione di due stagioni (1999-2000 e 2000-2001) in cui si disputò anche la Serie B.
Nel 2011, al campionato si è affiancata anche la Coppa Italia.

## Divisioni
La divisione del campionato è una sola:
- Italian Hockey League Women

Riassumendo, il campionato è così schematizzato:
| Livello | Divisione           | Divisione           | Divisione           |
| ------- | ------------------- | ------------------- | ------------------- |
| 1       | IHL Women 8 squadre | IHL Women 8 squadre | IHL Women 8 squadre |

Aggiornato stagione 2024-2025.

## Evoluzione del campionato italiano femminile
|            | 1990-1999 | 1999-2001 | 2001-2011 | 2011-2012               | 2012-2017 | dal 2017  |
| ---------- | --------- | --------- | --------- | ----------------------- | --------- | --------- |
| I livello  | Serie A   | Serie A   | Serie A   | Serie A                 | Serie A   | IHL Women |
| II livello | -         | Serie B   | -         | Campionato promozionale | -         | -         |

## Albo d'Oro
Sono solo cinque le squadre ad aver vinto almeno una volta il titolo; tra queste, l'Agordo con dieci titoli, le Eagles Bolzano con sette e l'HC Alleghe Femminile con due e l'Alleghe Girls con uno, sono scomparse. La sola squadra in attività è l'EV Bozen Eagles, con quattordici scudetti.
| Anno | Campione d'Italia                                       | Finalista                                               | 3º posto                                                | Nr. partecipanti |
| ---- | ------------------------------------------------------- | ------------------------------------------------------- | ------------------------------------------------------- | ---------------- |
| 1991 | Alleghe Femminile                                       | HC Feltre                                               | HC Lario Halloween                                      | 8                |
| 1992 | HC Agordo                                               | HC Feltre                                               | HC Lario Halloween                                      | 6                |
| 1993 | HC Agordo                                               | HC Feltre                                               | HC Lario Halloween                                      | 8                |
| 1994 | HC Agordo                                               | HC Feltre                                               | Alleghe Femminile                                       | 8                |
| 1995 | Alleghe Femminile                                       | HC Agordo                                               | HC Feltre                                               | 8                |
| 1996 | HC Agordo                                               | HC Eagles Bolzano                                       | SG Valbelluna                                           | 8                |
| 1997 | HC Eagles Bolzano                                       | HC Agordo                                               | SG Valbelluna                                           | 8                |
| 1998 | HC Eagles Bolzano                                       | SG Valbelluna                                           | HC Agordo                                               | 8                |
| 1999 | HC Eagles Bolzano                                       | SG Valbelluna                                           | HC Agordo                                               | 7                |
| 2000 | HC Eagles Bolzano                                       | HC Agordo                                               | SG Valbelluna                                           | 5                |
| 2001 | HC Agordo                                               | HC Eagles Bolzano                                       | SG Valbelluna                                           | 6                |
| 2002 | HC Agordo                                               | SHC Fassa Femminile                                     | HC Eagles Bolzano                                       | 6                |
| 2003 | HC Agordo                                               | HC Eagles Bolzano                                       | HC Lario Halloween                                      | 6                |
| 2004 | HC Eagles Bolzano                                       | HC Agordo                                               | All Stars Piemonte                                      | 5                |
| 2005 | HC Eagles Bolzano                                       | HC Agordo                                               | All Stars Piemonte                                      | 4                |
| 2006 | HC Eagles Bolzano                                       | HC Agordo                                               | HC Lario Halloween                                      | 4                |
| 2007 | HC Agordo                                               | HC Eagles Bolzano                                       | HC Lario Halloween                                      | 4                |
| 2008 | HC Agordo                                               | HC Eagles Bolzano                                       | All Stars Piemonte                                      | 3                |
| 2009 | HC Agordo                                               | EV Bozen 84 Eagles                                      | All Stars Piemonte                                      | 3                |
| 2010 | EV Bozen 84 Eagles                                      | HC Agordo                                               | Real Torino HC                                          | 5                |
| 2011 | EV Bozen 84 Eagles                                      | Real Torino HC                                          | HC Agordo                                               | 4                |
| 2012 | EV Bozen 84 Eagles                                      | Real Torino HC                                          | HC Agordo                                               | 4                |
| 2013 | EV Bozen 84 Eagles                                      | Real Torino HC                                          | HC Agordo                                               | 5                |
| 2014 | EV Bozen 84 Eagles                                      | Real Torino HC                                          | HC Lakers                                               | 4                |
| 2015 | EV Bozen 84 Eagles                                      | Real Torino HC                                          | Alleghe Girls                                           | 5                |
| 2016 | EV Bozen 84 Eagles                                      | Torino Bulls                                            | HC Lakers                                               | 5                |
| 2017 | EV Bozen 84 Eagles                                      | Alleghe Girls                                           | Torino Bulls                                            | 5                |
| 2018 | EV Bozen 84 Eagles                                      | Alleghe Girls                                           | Torino Bulls                                            | 5                |
| 2019 | Alleghe Girls                                           | EV Bozen 84 Eagles                                      | Torino Bulls                                            | 6                |
| 2020 | Titolo non assegnato a causa della pandemia di COVID-19 | Titolo non assegnato a causa della pandemia di COVID-19 | Titolo non assegnato a causa della pandemia di COVID-19 | 5                |
| 2021 | EV Bozen 84 Eagles                                      | HC Dobbiaco F.                                          | HC Lakers                                               | 6                |
| 2022 | EV Bozen 84 Eagles                                      | HC Dobbiaco F.                                          | HC Lakers                                               | 7                |
| 2023 | EV Bozen 84 Eagles                                      | HC Dobbiaco F.                                          | HC Lakers                                               | 6                |
| 2024 | EV Bozen 84 Eagles                                      | USG Zoldo F.                                            | Trentino Women                                          | 7                |
| 2025 | EV Bozen 84 Eagles                                      | USG Zoldo F.                                            | HC Lakers                                               | 8                |